# 959 Arne

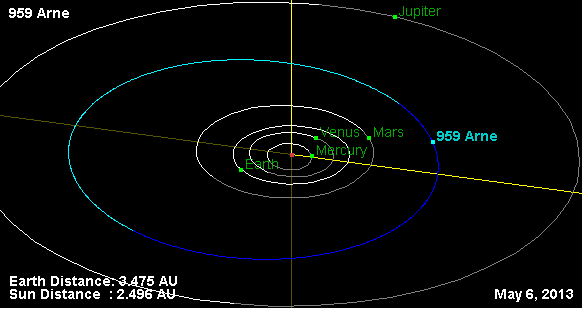

959 Arne è un asteroide della fascia principale. Scoperto nel 1921, presenta un'orbita caratterizzata da un semiasse maggiore pari a 3,175654 UA e da un'eccentricità di 0,222964, inclinata di 4,498774° rispetto all'eclittica. Ha un diametro di 45,176 km e un periodo di rotazione di 123,7 ore.
Il suo nome è in onore del figlio dell'astronomo svedese Bror Ansgar Asplind.